# Centro de Investigaciones Interdisciplinarias sobre Desarrollo Regional
El Centro de Investigaciones Interdisciplinarias sobre Desarrollo Regional (CIISDER por sus siglas), es una unidad académica, dependiente de la Secretaria de Investigación Científica y Posgrado y de la División de Ciencias Sociales y Administrativas, de la Universidad Autónoma de Tlaxcala, creada en el mes de mayo de 1992 con el propósito de desarrollar investigación en el ámbito del Desarrollo Regional.

## Historia
En 1990, en el entonces Departamento de Sociología y Trabajo Social, de la Universidad Autónoma de Tlaxcala (UATx), se desarrolló el proyecto de investigación “Producción, Riqueza y Deterioro Ambiental. El caso de la Cuenca del Atoyac” (Proyecto PRIDA); que operó con la asesoría del Centro de Investigación y de Estudios Avanzados del Instituto Politécnico Nacional (CINVESTAV), bajo el patrocinio del Comité de Planeación para el Desarrollo del Estado de Tlaxcala (COPLADET) y de la Secretaría de Investigación de la UATx.
Una vez concluido dicho proyecto, la inquietud académica ocasionada en la UATx llevó a que el 11 de mayo de 1992 se creara el Centro de Investigaciones Interdisciplinarias Sobre Desarrollo Regional, CIISDER,  teniendo como eje rector la generación de investigación encaminada al desarrollo regional en el estado de Tlaxcala.
El CIISDER, con su creación en 1992 nace como una unidad académica dependiente de la Secretaría de Investigación Científica y Posgrado y de la División de Ciencias Sociales y Administrativas, dentro de la estructura de la UATx.

## Docencia
El CIISDER brinda dos programas de posgrado:
- Maestría en Análisis Regional
- Doctorado en Estudios Territoriales